# Тупело (Оклахома)
Ту́пело (англ. Tupelo) — місто (англ. city) в США, в окрузі Коул штату Оклахома. Населення — 327 осіб (2020).

## Географія
Тупело розташоване за координатами 34°36′9″ пн. ш. 96°25′13″ зх. д. / 34.60250° пн. ш. 96.42028° зх. д. (34.602444, -96.420395). За даними Бюро перепису населення США в 2010 році місто мало площу 1,08 км², уся площа — суходіл.

## Демографія
Згідно з переписом 2010 року, у місті мешкало 329 осіб у 126 домогосподарствах у складі 84 родин. Густота населення становила 304 особи/км². Було 170 помешкань (157/км²).
Расовий склад населення:
| - 64,4 % — білих - 28,3 % — корінних американців |

До двох чи більше рас належало 7,0 %. Частка іспаномовних становила 1,8 % від усіх жителів.
За віковим діапазоном населення розподілялося таким чином: 28,9 % — особи молодші 18 років, 56,2 % — особи у віці 18—64 років, 14,9 % — особи у віці 65 років та старші. Медіана віку мешканця становила 35,1 року. На 100 осіб жіночої статі у місті припадало 98,2 чоловіків; на 100 жінок у віці від 18 років та старших — 78,6 чоловіків також старших 18 років.
Середній дохід на одне домашнє господарство становив 34 434 долари США (медіана — 25 000), а середній дохід на одну сім'ю — 39 782 долари (медіана — 30 625). Медіана доходів становила 28 750 доларів для чоловіків та 25 536 доларів для жінок. За межею бідності перебувало 39,1 % осіб, у тому числі 50,9 % дітей у віці до 18 років та 13,2 % осіб у віці 65 років та старших.
Цивільне працевлаштоване населення становило 94 особи. Основні галузі зайнятості: освіта, охорона здоров'я та соціальна допомога — 21,3 %, роздрібна торгівля — 19,1 %, сільське господарство, лісництво, риболовля — 16,0 %, публічна адміністрація — 13,8 %.